# Rheotanytarsus samaki
Rheotanytarsus samaki är en tvåvingeart som beskrevs av Lehmann 1979. Rheotanytarsus samaki ingår i släktet Rheotanytarsus och familjen fjädermyggor.
Artens utbredningsområde är Kongo. Inga underarter finns listade i Catalogue of Life.